# Andy Green
Andy Green (ur. 30 lipca 1962) – brytyjski pilot Royal Air Force, rekordzista świata w prędkości osiągniętej na lądzie i pierwsza osoba, która przekroczyła prędkość dźwięku na lądzie.

## Życiorys
25 września 1997 w samochodzie Thrust SSC pobił poprzedni rekord na pustyni Black Rock w Stanach Zjednoczonych, osiągając prędkość 1149,3 km/h. 15 października osiągnął 1227,985 km/h jako pierwszy przekraczając pojazdem poruszającym się po lądzie barierę dźwięku (1,02 Ma).
Jest kierowcą samochodu Bloodhound LSR, stworzonego, by pobić rekord, który ustanowił Thrustem SSC.